# Оздемир, Мехмед Ниязи
Мехмед Ниязи Оздемир (8 апреля 1942 — 11 мая 2018) — турецкий писатель

, журналист, историк и философ

. Автор ряда исторических романов.

## Биография
Родился 8 апреля 1942 года в Акъязы. Окончил лицей Хайдарпаша. Затем поступил на юридический факультет Стамбульского университета. Во время обучения добился разрешения прослушивать также лекции по философии, поэтому помимо диплома получил также сертификат по философии.
Затем уехал для продолжения обучения в Германию. Там учился в институте имени Гёте и Марбургском университете. В 1976 году получил степень доктора философии в области философии.
В 1988 году вернулся в Турцию.
Умер 11 мая 2018 года.

### Творческая деятельность
Ещё живя в Германии писал статьи для турецких журналов и газет, в том числе исламистских изданий «Tercüman» и «Zaman». В 1970 году опубликовал свой первый роман «Varolmak Kaygısı», главный герой которого — религиозный турецкий студент попадает в секулярное окружение. В центре второго романа Оздемира «Çağımızın Aşıkları», вышедшего в 1977 году, — история любви турецкого студента и немецкой девушки. В 1998 году вышло самое известное произведение Оздемира — «Рок Галлиполи» (тур. Çanakkale Mahşeri).
Также Оздемир написал ряд работ по истории философии, в том числе «Философия исламского государства» (тур. İslam Devlet Felsefesi), переиздававшаяся 10 раз, и «Философия турецкого государства» (тур. Türk Devlet Felsefesi).
Лауреат ряда литературных премий.